# Давенпорт (Северна Дакота)
Давенпорт (енгл. Davenport) град је у америчкој савезној држави Северна Дакота.

## Демографија
По попису из 2010. године број становника је 252, што је 9 (-3,4%) становника мање него 2000. године.
| Група             | 2000.       | 2010.       |
| Белци             | 253 (96,9%) | 217 (86,1%) |
| Афроамериканци    | 0 (0,0%)    | 0 (0,0%)    |
| Азијати           | 4 (1,5%)    | 0 (0,0%)    |
| Хиспаноамериканци | 4 (1,5%)    | 27 (10,7%)  |
| Укупно            | 261         | 252         |